# Belgia na Zimowych Igrzyskach Olimpijskich 1964
Belgię na Zimowych Igrzyskach Olimpijskich 1964 reprezentowało 8 zawodników.

## Skład kadry

### Bobsleje

#### Mężczyźni
| Zawodnik                                                                              | Konkurencja | Czas    | Czas    | Czas    | Czas    | Suma        | Pozycja     | Źródło |
| Zawodnik                                                                              | Konkurencja | 1       | 2       | 3       | 4       | Suma        | Pozycja     | Źródło |
| ------------------------------------------------------------------------------------- | ----------- | ------- | ------- | ------- | ------- | ----------- | ----------- | ------ |
| Jean-Marie Buisset Claude Englebert                                                   | Dwójki      | 1:09.53 | 1:10.01 | DNS     | DNS     | Nie dotyczy | Nie dotyczy | [ 1 ]  |
| Jean de Crawhez Thierry De Borchgrave Charly Bouvy Camille Liénard Jean-Marie Buisset | Czwórki     | 1:07.46 | 1:05.56 | 1:06.51 | 1:06.31 | 4:25.84     | 17.         | [ 2 ]  |

### Narciarstwo alpejskie

#### Kobiety
| Zawodniczka                | Konkurencja   | 1. przejazd | 1. przejazd | 2. przejazd | 2. przejazd | Czas końcowy | Pozycja | Źródło |
| Zawodniczka                | Konkurencja   | Czas        | Pozycja     | Czas        | Pozycja     | Czas końcowy | Pozycja | Źródło |
| -------------------------- | ------------- | ----------- | ----------- | ----------- | ----------- | ------------ | ------- | ------ |
| Patricia du Roy de Blicquy | Zjazd         | 2:01.41     | 13.         | Nie dotyczy | Nie dotyczy | 2:01.41      | 13.     | [ 3 ]  |
| Patricia du Roy de Blicquy | Slalom Gigant | 1:58.76     | 17.         | Nie dotyczy | Nie dotyczy | 1:58.76      | 17.     | [ 4 ]  |
| Patricia du Roy de Blicquy | Slalom        | 47.15       | 13.         | 49.86       | 8.          | 1:37.01      | 8.      | [ 5 ]  |

### Łyżwiarstwo szybkie

#### Mężczyźni
| Zawodnik         | Konkurencja     | Czas | Pozycja | Źródło |
| ---------------- | --------------- | ---- | ------- | ------ |
| François Brueren | Wyścig na 500 m | 43.4 | 33.     | [ 6 ]  |